# 김해읍성
김해읍성(金海邑城)은 경상남도 김해시 동상동 일대와 서상동 일원에 축조된 성이다.

## 개요
김해읍성의 서쪽 체성(體城) 성벽과 해자(垓子)의 석축이 처음으로 확인됐다. 문화재청의 허가를 받아 한국문화재단에서 발굴 조사 중인 김해읍성(서상동 222-2번지) 유적에서 확인된 성벽은 높이 2m 정도, 길이 23m 정도지만 남쪽과 북쪽은 경계 밖의 인근 주택 하부로 연결되어 이어지고 있다. 성벽은 길이 1m 정도 크기의 다듬어진 큰 면석을 사용해 쌓았고, 틈을 쐐기돌로 메워 견고히 축조했다. 뒷채움석은 잔존하는 현 성벽 높이까지 확인되는데 조사부지 내에서는 넓이 5m 정도까지만 확인되었고, 이 역시 성 안쪽인 동쪽 경계 밖으로 이어진다. 성곽을 방어하기 위해 그 바깥으로 둘러 판 도랑인 해자의 석축은 성벽에서 서쪽으로 9m 정도의 거리를 두고 성벽과 나란한 방향으로 확인된 동쪽 석축이며, 서쪽 석축은 경계 밖인 현 도로 아래에 있을 것으로 추정된다. 현재 해자의 깊이는 1.4m 정도로 확인된 상태다. 이와 같이 김해읍성은 일제강점기에 철거되고, 이후 개발로 대부분 사라진 것으로 알고 있었지만, 이번 발굴조사를 통해 성의 하부는 현재 주택과 도로면의 지하에 비교적 잘 남아 있음이 확인됐다. 이에 따라 앞으로 김해읍성에 대한 발굴조사와 정비 복원을 위한 종합대책 마련이 요망된다. 한편, 김해읍성은 평지성으로 성벽으로 세종 16년(1434년), 해자와 옹성은 문종 1년(1454년)에 만들어졌으며, 고종 32년(1895년)까지 사용된 것으로 알려져 있다. 성벽의 둘레 길이는 약 1,950m정도이며, 1910년 일제강점기 철거령으로 거의 철거되고 동상동 818번지 일대로 북벽이 길이 20m, 높이 2.5m 정도만 남아있다.

## 같이 보기
- 김해객사후원지